# ليثو (غيبوثكوا)
بلدية ليثو (بالإسبانية: Lezo) هي بلدية تقع في مقاطعة غيبوثكوا التابعة لمنطقة إقليم الباسك شمال إسبانيا.

## الديموغرافيا
بلغ عدد سكان بلدية ليثو 6.028 نسمة عام 2011 (وفقاً للمعهد الوطني للإحصاء الإسباني).
| 5.753 | 5.829 | 5.928 | 5.911 | 5.966 | 6.003 | 6.028 |